# Varsonofij (Stoljar)
Varsonofij (světským jménem: Vasyl Petrovyč Stoljar; * 1. srpna 1972, Ladyžyn) je ukrajinský duchovní Ukrajinské pravoslavné církve Moskevského patriarchátu a metropolita vinnycký a barský.

## Život
Narodil se 1. srpna 1972 v Ladyžynu.
Po střední škole nastoupil na Oděské vyšší učiliště metrologie , které dokončili roku 1991 jako metrolog-technik pro radiotechnická měření. Poté absolvoval povinnou vojenskou službu.
Od roku 1993 studoval na Kyjevském duchovním semináři a 3. listopadu 1996 byl metropolitou Volodymyrem (Sabodanem) postřižen na čtece. Roku 1997 přešel na Kyjevskou duchovní akademii.
Dne 28. listopadu 1998 se stal poslušníkem Kyjevskopečerské lávry a 24. prosince byl představeným lávry biskupem vyšhorodským Pavlem (Lebiděm) postřižen na rjasofora se jménem Varsonofij na počest svatého Barsanufia z Gazy.
Dne 17. ledna 1999 jej biskup Pavel rukopoložil na jerodiákona a 1. dubna postřihnul do malé schimy. Dne 7. dubna byl metropolitou Volodymyrem (Sabodanem) rukopoložen na jeromonacha.
Dne 5. února 2001 byl zvolen členem duchovní rady a pokladníkem lávry. Dne 7. dubna stejného roku byl povýšen na igumena a 14. března 2004 na archimandritu.
Dne 25. srpna 2012 jej Svatý synod Ukrajinské pravoslavné církve zvolil biskupem boroďanským a vikářem kyjevské eparchie. O dva dny později byl oficiálně jmenován biskupem a 28. srpna proběhla jeho biskupská chirotonie. Hlavním světitelem byl metropolita kyjevský a celé Ukrajiny Volodymyr (Sabodan).
Dne 27. března 2013 byl jmenován dočasným předsedou administrativně-hospodářského oddělení Ukrajinské pravoslavné církve a 25. dubna řádným předsedou.
Dne 25. září 2013 mi byl předán do správy Boroďanský vikariát a 4. ledna 2018 Centrální vikariát.
Dne 17. srpna 2018 byl povýšen na arcibiskupa a 17. prosince 2018 ustanoven arcibiskupem vinnyckým a barským.
Dne 17. srpna 2019 byl povýšen na metropolitu.